# Territoire non organisé de Sudbury Nord
Le Territoire non organisé de Sudbury Nord est un espace géographique administrativement non organisé en municipalité ou en réserve indienne. Ce territoire est situé au nord de la ville de Grand Sudbury dans la province de l'Ontario au Canada.
Ce territoire est lui-même divisé en trois subdivisions non contigües. Il couvre une superficie de 35 481 km2.
Au recensement de 2006, la population s'élevait à 2 415 habitants, parmi lesquels on comptait 1 470 anglophones soit 60 % de la population et 785 francophones soit 33 % de Franco-Ontariens. 